# ماری-ایو درولت
ماری-ایو درولت (انگلیسی: Marie-Ève Drolet؛ زادهٔ ۳ فوریهٔ ۱۹۸۲) اسکیت‌باز سرعت اهل کانادا است.